# Cocain
Cocain(e), còn được gọi là coke, là một chất kích thích mạnh thường được sử dụng như một loại thuốc giải trí. Cocaine hoạt động bằng cách ức chế tái hấp thu serotonin, norepinephrine và dopamine. Điều này dẫn đến nồng độ lớn hơn của ba chất dẫn truyền thần kinh này trong não. Nó có thể dễ dàng vượt qua hàng rào máu não và có thể dẫn đến phá vỡ rào cản này. Tác dụng của cocaine có thể bao gồm mất liên lạc với thực tế, cảm giác hưng phấn hoặc kích động. Cocaine có vài ứng dụng trong y tế được chấp nhận như gây tê và giảm chảy máu trong phẫu thuật mũi.
Các triệu chứng vật lý có thể bao gồm nhịp tim nhanh, đổ mồ hôi và đồng tử giãn nở lớn. Liều cao có thể dẫn đến huyết áp cao hoặc nhiệt độ cơ thể tăng cao. Các hiệu ứng bắt đầu trong vòng vài giây đến vài phút sử dụng và kéo dài từ năm đến chín mươi phút.
Cocaine gây nghiện do ảnh hưởng của nó trên con đường khen thưởng trong não. Sau một thời gian ngắn sử dụng, có nguy cơ cao sự phụ thuộc cocaine sẽ xảy ra. Sử dụng cocaine cũng làm tăng nguy cơ đột quỵ, nhồi máu cơ tim, các vấn đề về phổi ở những người hút thuốc, nhiễm trùng máu và tử vong do tim đột ngột. Cocaine được bán trên đường phố thường được trộn với thuốc gây tê cục bộ, bột bắp, quinine hoặc đường, có thể dẫn đến độc tính bổ sung. Sau khi dùng liều lặp lại, một người có thể bị giảm khả năng cảm thấy khoái cảm và rất mệt mỏi về thể chất.
Cocaine là loại ma túy bất hợp pháp được sử dụng thường xuyên thứ hai trên toàn cầu, sau cần sa. Từ 14 đến 21 triệu người sử dụng chất cấm này mỗi năm. Sử dụng là cao nhất ở Bắc Mỹ tiếp theo là châu Âu và Nam Mỹ. Khoảng 1-3 phần trăm người dân ở các nước phát triển đã sử dụng cocaine tại một số thời điểm trong cuộc sống của họ. Năm 2013, việc sử dụng cocaine trực tiếp dẫn đến 4.300 ca tử vong, tăng từ 2.400 vào năm 1990. Lá của cây coca đã được người Peru sử dụng từ thời cổ đại. Cocaine lần đầu tiên được phân lập từ lá cây này vào năm 1860. Kể từ năm 1961, Công ước quốc tế về Ma túy đã yêu cầu các quốc gia coi việc sử dụng cocaine mang tính giải trí thành một tội ác.

## Lịch sử
Cocain lần đầu tiên được một Dược sĩ - hóa học người Đức,tên là Albert Niemann,(ở Goslar-Niedersachsen), chiết xuất từ lá cây coca vào năm 1860. Mãi tới tận năm 1883 cocain mới được một bác sĩ thử nghiệm với binh lính Đức và cho kết quả là kích thích thần kinh đáng kinh ngạc. Năm 1884 dược tính của cocain lại được phát hiện thêm có tác dụng giảm đau, có công hiệu với bệnh lao phổi, hen suyễn, đau thần kinh liên sườn, đau răng. Những tác dụng làm tăng sức khỏe của cocain góp phần đã khiến cocain phổ biến trong những năm sau đó. Nhiều người, trong đó có cả những người thuộc tầng lớp thượng lưu như nữ hoàng Victoria, nhà văn Jules Verne, đã ưa thích sử dụng cocain.
Tuy vậy, cùng với sự phổ biến của cocain, các nhà khoa học cũng nhận thấy tác dụng gây nghiện, gây hoang tưởng rất mạnh của thuốc. Bởi vậy, cocain được xếp vào nhóm ma túy và bị luật pháp của hầu hết quốc gia ngăn cấm tàng trữ, mua bán, vận chuyển và sử dụng trái phép.

## Thông tin thêm
Khi phân tích các xác ướp Ai Cập, các nhà khảo cổ học thấy nhiều xác có dấu vết của cocain trong khi cây coca không có ở đất nước này.